# Crociata di Mahdia (1390)
La crociata di Mahdia, chiamata anche crociata berbera o crociata di Barberia, è stata un'operazione militare franco-genovese svolta nel 1390, che portò all'assedio di Mahdia, all'epoca roccaforte corsara in Tunisia. Le Cronache di Jean Froissart sono il principale resoconto di quest'ultima crociata.

## Antefatti
Durante le pause della guerra dei cent'anni, i cavalieri brigavano opportunità favorevoli a guadagnare gloria e ad appagare il loro senso dell'onore.
Quando gli ambasciatori genovesi si recarono dal re di Francia Carlo VI per organizzare una crociata, sostennero con entusiasmo il piano per combattere i corsari musulmani in Nordafrica. Questi corsari avevano la loro base principale a  Mahdiyya (oggi Mahdia, in Tunisia), sulla costa berbera. Genova era pronta a fornire navi, rifornimenti, 12 000 arcieri e 8 000 fantaccini, se la Francia avesse disposto l'invio di un congruo numero di cavalieri. La proposta del doge Antoniotto Adorno fu presentata come una crociata. Come tale avrebbe dato prestigio ai suoi partecipanti, avrebbe portato a una moratoria dei loro debiti e immunità nei confronti di qualsiasi precedente violazione delle leggi e la consueta indulgenza papale. 
La componente francese includeva anche alcuni partecipanti inglesi e consisteva in 1 500 cavalieri, sotto il comando di Luigi II di Borbone.

## L'assedio di Mahdia
Si è stimato che la forza totale ammontasse a circa 5 000 cavalieri e fanti, più 1 000 marinai. Due sacerdoti in rappresentanza di entrambi i papi benedirono i partenti. Una flotta di 60 navi all'incirca lasciò Genova il 1º luglio 1390 e approdò alla fine di luglio vicino alla città di Mahdia, dove i soldati sbarcarono indisturbati. I crociati tirarono su le tende e investirono coi loro mezzi d'assalto la città fortificata per i successivi due mesi. Difettavano però di macchine d'assedio per infrangere o superare le mura. Un esercito, che si dice ammontasse a 40 000 uomini, giunse in soccorso e il Sultano hafside Abu l-Abbas Ahmad II, appoggiato dai re di Bijaya e di Tlemcen, accampati nei pressi, evitò la battaglia in campo aperto, colpendo però con efficaci azioni di disturbo i soldati crociati. Questi ultimi avevano elevato un muro attorno al loro accampamento e lo fortificarono. I Berberi inviarono dei negoziatori che interrogarono i Francesi sul motivo della loro aggressione, dal momento che essi avevano attaccato esclusivamente i Genovesi, secondo una ricorrente prassi tra vicini di opposte culture e fedi religiose. Per tutta risposta fu loro risposto che essi erano infedeli che avevano "crocifisso e messo a morte il figlio di Dio, chiamato Gesù Cristo". I Berberi scoppiarono a ridere, ricordando loro che erano stati gli ebrei e non loro ad aver fatto ciò. I negoziati, come è ovvio, finirono lì.
In un successivo incontro con l'esercito giunto in soccorso dei primi crociati, i cristiani uccisero numerosi avversari ma infine dovettero ritirarsi, esausti e debilitati. La lunga durata dell'assedio non solo li demoralizzò ma fu il loro complessivo sistema logistico a minacciare di collassare. Quando un assalto finale contro la città fu respinto, essi erano ormai pronti a sottoscrivere un accordo col nemico. Sul fronte opposto i Berberi capirono bene che essi non avrebbero potuto sconfiggere quella imponente compagine armata di invasori. Entrambe le parti giunsero così alla conclusione di metter fine alle ostilità.

## Fine dell'assedio
L'assedio terminò con la sottoscrizione di un accordo negoziato attraverso la parte genovese. Esso prevedeva un armistizio decennale, un accordo per il pagamento da parte di Mahdia a Genoa di un tributo per 15 anni e dal rimborso a Luigi II delle spese sostenute. In tal modo la guerra di corsa che muoveva dalle coste berbere fu ridotta e i crociati tornarono a Genova a metà ottobre. Le perdite dovute ai combattimenti e ai disagi ammontarono a 274 cavalieri e al 20% dei loro scudieri.

## Conseguenze
Secondo una consuetudine che non conosce praticamente eccezioni, entrambe le parti celebrarono l'avvenimento come una loro vittoria. I Berberi avevano respinto gli invasori e i Genovesi poterono condurre i loro commerci senza altre interferenze. I cavalieri francesi non avevano conseguito alcun risultato, avevano partecipato all'azione per la gloria e l'onore, che ritennero di aver comunque guadagnato. Non riuscirono invece a trarre alcuna lezione da un'"avventura cavalleresca con sovrapposizione religiosa". I loro errori dovuti alla non dimestichezza assoluta con l'ambiente in cui erano andati a operare, la mancanza di idonee attrezzature ossidionali, aver sottostimato il nemico e le frequenti beghe interne al loro schieramento furono reiterati sei anni più tardi, su più vasta scala, nella loro disastrosa crociata di Nicopoli.

## Principali partecipanti
- Luigi II di Borbone
- Filippo d'Artois (1358-1397)
- Ammiraglio Jean de Vienne
- Enguerrand VII di Coucy
- Giovanni di Borgogna
- John Beaufort, I conte di Somerset
- Filippo di Bar
- Goffredo Boucicaut
- Giovanni d'Harcourt VII
- Henry Scrope, Barone di Masham